# Hungerford

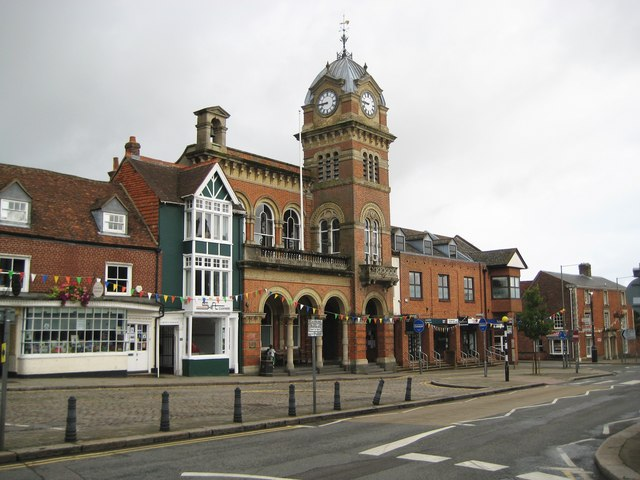
Hungerford Town Hall

Hungerford ist eine Stadt im Westen des County Berkshire. Sie liegt etwa 16 km westlich von Newbury. Hungerford hat ein Stadtgebiet von 27 km² zählte 2001 etwa 5560 Einwohner. In der Stadt gibt es zwei Kirchen, die St. Lawrence-Kirche und eine methodistische Kirche.

## Infrastruktur
Hungerford liegt etwa acht Kilometer südlich der Autobahn M4. Die A 34 liegt etwa 16 km westlich und verläuft durch Newbury. Es besteht eine direkte Bahnverbindung nach London. Der Kennet-und-Avon-Kanal und der River Dun verlaufen durch die Stadt. Der River Kennet trennt sich östlich der Stadt vom Kennet-und-Avon-Kanal.

## Geschichte

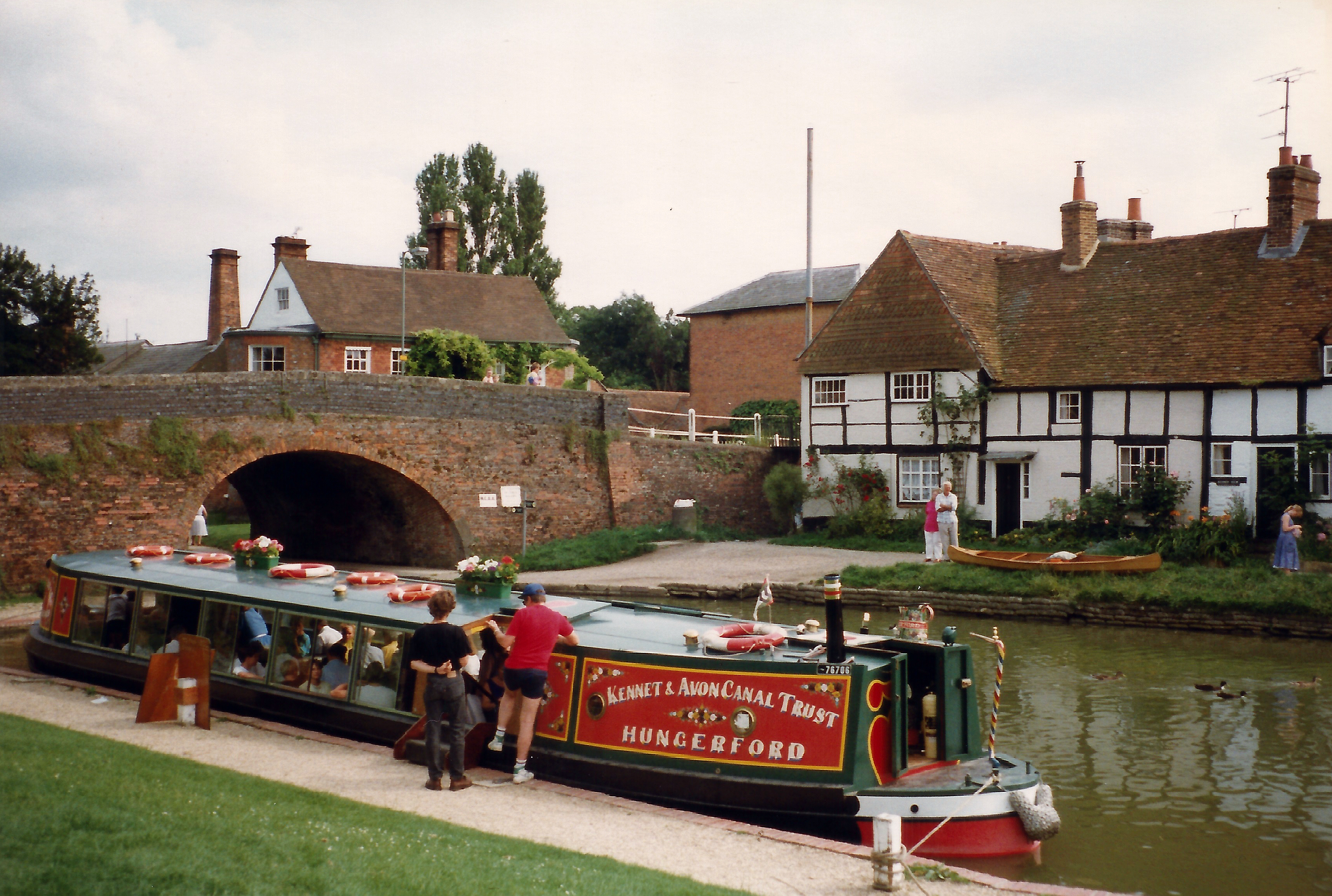
Binnenschiff auf einem Kanal in Hungerford

1989 wurden in der Stadt Gegenstände aus der Steinzeit und Gebäudereste aus der Bronzezeit gefunden. Ebenfalls wurde eine römische Straße im Norden von Hungerford entdeckt.
1108 wurde Hungerford erstmals erwähnt. Um 1200 wurde eine neue Straße, die von Norden nach Süden verlief, erbaut. Zwischen dem 11. und 14. Jahrhundert stand Hungerford abwechselnd unter der Herrschaft der Grafschaften Leicester und Lancaster.
1688, als Wilhelm von Oranien in Devon ankam, um mit seiner Armee nach London zu marschieren, traf sich James II. mit Wilhelm von Oranien in Hungerford, um Pläne zu machen, wie sie die Königskrone an Wilhelm geben können.
Der Kennet-und-Avon-Kanal wurden 1810 eröffnet. Die neue St Lawrence Kirche ersetzte 1816 die alte Kirche. Diese ließen den Handel der Stadt ansteigen. 1841 wurde eine Bahnstrecke nach Bristol gebaut, woraufhin die Kanäle an Bedeutung verloren. Gegen Ende des Viktorianischen Zeitalters wurde ein neues Rathaus gebaut.
1907 wurde Hungerford an das Telefonnetz angeschlossen, 1910 erhielt die Stadt eine staatliche Schule und 1914 wurde ein Postamt in der Stadt eröffnet.
1987 ereignete sich in der Stadt ein Amoklauf, bei dem 16 Menschen getötet wurden.

## Persönlichkeiten
- Charlie Austin (* 1989), Fußballspieler
- Max Hastings (* 1945), Herausgeber und Schriftsteller
- Will Young (* 1979), Sänger und Schauspieler
- Charles Portal, 1. Viscount Portal of Hungerford (1893–1971), Marshal of the Royal Air Force